# José Luis Rodríguez Jiménez
José Luis Rodríguez Jiménez (Madrid, 1961) es un historiador español, considerado un especialista en el estudio de la extrema derecha en España. Se licenció en Historia en la Universidad Complutense de Madrid, centro en el que obtuvo su doctorado en 1992 bajo la dirección del catedrático Antonio Fernández García y que versó sobre la posición de la extrema derecha en España y su evolución durante el tardofranquismo y la Transición, posteriormente publicado por el CSIC en 1994 con el título original Reaccionarios y golpistas. La extrema derecha en España: del tardofranquismo a la consolidación de la democracia (1967-1982). Tres años después publicó La extrema derecha española en el siglo XX (Alianza Editorial). Es profesor titular en la Universidad Rey Juan Carlos, donde a fecha de 2018 impartía clases de la asignatura «Historia de la España Actual».
Otras obras suyas son ¿Nuevos fascismos? Extrema derecha y neofascismo en Europa y Estados Unidos (Editorial Península, 1998), Historia de Falange Española de las JONS (Alianza Editorial, 2000), Franco. Historia de un conspirador (Oberon, 2005), en la que proyecta una visión negativa del dictador, De héroes e indeseables. La División Azul (Espasa-Calpe, 2007), Salvando vidas en el delta del Mekong: la primera misión en el exterior de la sanidad militar española: Vietnam del sur, 1966-1971 (Ministerio de Defensa, 2013) o Agonía, traición, huida. El final del Sáhara español (Crítica, 2015), entre otras.